# Alexander av Alexandria
Alexander av Alexandria, född cirka 250, död 17 april 326, patriark av Alexandria 313-326. Alexander av Alexandria är bland annat känd för sin medverkan vid första konciliet i Nicaea 325. Helgon med minnesdag den 26 februari (tidigare 17 april).
Alexander efterträdde Achillas som patriark 313. Han var den patriark som slutligen fördömde Arius som heretiker, vilket skedde vid ett koncilium i Alexandria 318 och vid konciliet i Nicaea 325.
Under hans tid som patriark utstod kristna blodiga förföljelser av bland andra Galerius och Maximinus Daia.
Han efterträddes efter sin bortgång av Athanasios, vilket var hans önskan vid dödsbädden.

### Webbkällor
- Catholic Encyclopedia "St. Alexander"
- Catholic Online "St. Alexander of Alexandria"